# Thụ tinh trong ống nghiệm
Thụ tinh trong ống nghiệm là một phương pháp thụ tinh theo đó trứng được thụ tinh bằng tinh trùng bên ngoài cơ thể, trong ống nghiệm. Đây là một phương pháp được áp dụng sau khi kỹ thuật hỗ trợ sinh sản đã thất bại, được áp dụng cho những được dành cho những cặp vợ chồng hay những người phụ nữ đang ở độ tuổi sinh sản, vì bất kỳ lý do gì đó, tinh trùng không thể thụ tinh cho trứng bằng phương pháp tự nhiên. Sự rụng trứng được điều khiển bởi hormone và trứng đã thụ tinh sẽ được đưa vào tử cung.
Người được thụ tinh được tiêm thuốc gonadotropin để kích thích trứng lớn. Việc này được thực hiện dưới sự kiểm soát chặt chẽ về y tế, sử dụng lượng hormone vừa đúng, sau đó sẽ bác sĩ tiến hành siêu âm để phát hiện những trứng lớn.
Khi trứng lớn, chúng sẽ được hút ra khi đã chín nhưng chưa tự phóng. Hormone gondotropins, loại hóc môn gây tắt kinh nguyệt của người được dùng để kích thích rụng trứng. 36 giờ sau, bào tương (chứa tế bào trứng) sẽ được lấy ra bằng đường âm đạo (bằng kim và siêu âm). Các trứng trong bào tương sẽ được thụ tinh với tinh trùng đã lấy từ trước, và 2 trứng đã thụ tinh sẽ được đưa lại vào tử cung người phụ nữ.
Louise Brown là đứa bé đầu tiên ra đời bằng kỹ thuật thụ tinh trong ống nghiệm vào năm 1978. Robert G. Edwards, bác sĩ phát triển phương pháp này, đã được trao Giải Nobel Sinh lý và Y khoa năm 2010.
Với công nghệ tiên tiến, ngày nay tỷ lệ mang thai của người được thụ tinh trong ống nghệm đã được nâng lên đáng kể so với trước đây. Năm 2006, các báo cáo y khoa của Canada cho thấy tỷ lệ mang thai là 35%. Một nghiên cứu của Pháp ước tính có 66% bệnh nhân bắt đầu áp dụng phương pháp thụ tinh này và cuối cùng đã sinh con (40% trong quá trình điều trị bằng kỹ thuật thụ tinh trong ống nghiệm tại trung tâm và 26% sau khi gián đoạn thụ tinh trong ống nghiệm). Việc có con sau khi ngừng điều trị bằng thụ tinh trong ống nghiệm chủ yếu là nhận con nuôi (46%) hoặc mang thai tự nhiên (42%).